# Морфологічний аналіз (винахідництво)

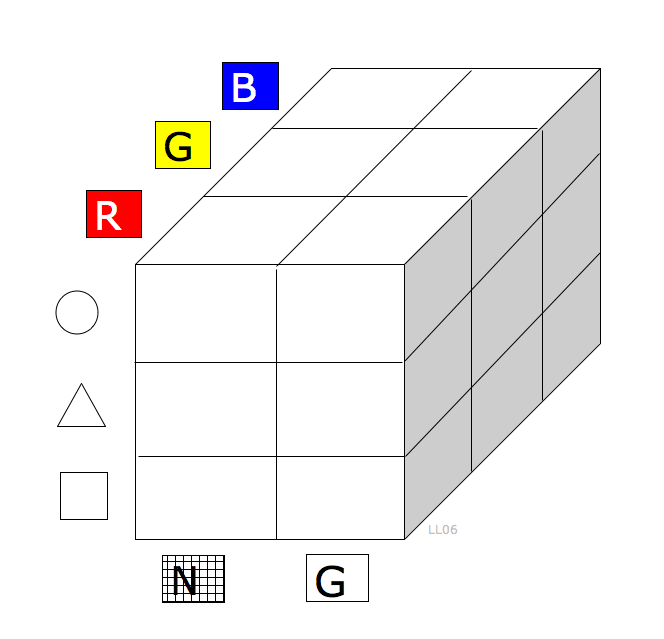
Куб Цвікі дозволяє представити різні комбінації можливих реалізацій параметрів об'єкта, наприклад кольору, форми та текстури.

Морфологі́чний ана́ліз — методика творчості у сфері винахідництва, яка допомагає розглядати різні можливі рішення проблеми розбиваючи її на окремі атрибути та комбінуючи можливі реалізації цих атрибутів. Метод був запропонований швейцарським астрофізиком Фріцем Цвікі (1898—1974), який використовував цю техніку в ракетобудуванні.

## Техніка
Морфологічний аналіз полягає в розбитті досліджуваного об'єкта на характеристики та атрибути. При цьому характеристики повинні бути незалежними одна від одної. Після цього виписуються всі можливі реалізації атрибутів, наприклад, для атрибуту фарба реалізаціями є червона, жовта або синя. Таким чином утворюється багатовимірна таблиця з різних комбінацій окремих реалізацій розглянутих атрибутів. Кожна комбінація являє собою окремий розв'язок поставленої проблеми. Таким чином методика дозволяє помітити нові комбінації і може привести до оригінальних ідей.
Метод морфологічного аналізу спрямований на послідовний перебір усіх можливих варіантів рішення.
Мета методу – системно досліджувати усі можливі варіанти рішення задач, які виходять із закономірностей будови (морфології) об’єкта вдосконалення (технічної системи).
Ідея методу – увійти в зону уяви, далеку від того, що лежить наяву.
Суть методу полягає в тому, що в технічній системі, яку удосконалюють, виділяють декілька характерних для неї структурних або функціональних морфологічних ознак, за кожною з котрих складають максимально повний табличний (матричний) перелік різних конкретних варіантів (альтернатив) технічного вираження використання цих ознак.Кожна ознака може характеризувати якийсь конструктивний вузол системи, якусь її функцію, якийсь режим роботи створюваного об’єкту, тобто параметри або характеристики системи, від яких залежить рішення проблеми й досягнення основної мети.
Перебираючи всі можливі сполучення альтернативних варіантів виділених ознак, можна виявити нові варіанти рішення задачі, на які при простому переборі могли не звернути уваги.
Перевага методу морфологічного аналізу – його багатоваріантність, оскільки він дозволяє створити простір змін об'єкту (морфологічний ящик) і систематично його аналізувати з повним перебором множини різноманітних варіантів. До недоліків методу належить те, що поряд із реально можливими комбінаціями варіантів характеристик (ознак) морфологічна матриця (ящик) має велику кількість несумісних варіантів. Поки що не існує дієвого апарату вибору допустимих рішень з великої кількості можливих варіантів.
Область застосування методу – рішення технічних задач, які належать до об’єкта (технічної системи) в цілому при наявності повної інформації про нього і направлені на його вдосконалення.
Метод передбачає виконання п’яти послідовних етапів морфологічного аналізу:
1-й – точне формулювання задачі (проблеми), яка відображає основну вимогу до об’єкта.
При аналізі первинного формулювання завдання з'ясовують, що повинно бути вдосконалене, допрацьоване і таке інше, розглядають вимоги, що пред'являються до результату рішення задачі, виділяють з них головні і пов'язують їх з тими елементами об'єкту, які забезпечують його виконання. Нарешті, проводять уточнення формулювання завдання.
2-й – розділення об’єкту на функціональні елементи (ознаки). 
Розділяють об’єкт на функціональні елементи, складають список всіх морфологічних ознак і вимога до цих елементів, тобто всіх важливих характеристик об'єкту, його параметрів, від яких залежить вирішення проблеми і досягнення основної мети;
3-й – побудова (складання) морфологічної моделі.
Виконують незалежний розгляд всіх елементів (ознак) і вибирають для кожного з них різні варіанти реалізації, тобто складають можливі варіанти по кожній характеристиці незалежно і, як результат, будують морфологічну модель (таблиці, скриньки, матриці);
4-й – синтез варіантів об’єкту.
Аналізують рішення, що виникають з морфологічної моделі, з визначенням цінності всіх отриманих варіантів, тобто проводять синтез варіантів об'єкту. Синтез варіанту рішення здійснюють, вибираючи спочатку варіанти основних елементів, включаючи найістотніші ознаки, потім решту характеристик. Технічні вимоги роздільно або в поєднанні один з одним повинні задовольнятися підмножиною синтезованих варіантів в цілому. Розглядаються всі варіанти рішень, що виходять зі структури морфологічної таблиці (третій етап) При необхідності кількість варіантів обмежують виходячи з можливості опрацьовування їх в прийнятний час; 
Це найбільш відповідальний етап методу. 
5-й – вибір найбільш раціональних варіантів конкретних рішень. 
Вибирають по заданому критерію два-три варіанти кращих рішень для детального конструктивного опрацьовування за можливими способами: здійснення ранжування вимог за їх значимістю; здійснення ранжування варіантів рішення з урахуванням числа вимог, що задовольняються, і їх значимістю; використання експертних оцінок або інших методів неформальних процедур Знаходження оптимального варіанту може здійснюватися за кращим значенням найбільш важливого показника технічної системи.
Морфологічний аналіз створює основу для системного мислення в категоріях основних структурних ознак, принципів і параметрів, що й забезпечує високу ефективність його застосування. Це впорядкований спосіб дослідження, що дозволяє домогтися систематичного огляду всіх можливих рішень даної великомасштабної проблеми. Метод будує мислення таким чином, що генерується нова інформація, що стосується тих комбінацій, які при безсистемній діяльності не беруться до уваги